# フリオーソ (1939年生)
フリオーソ（Furioso、1939年 - ?）とは、馬術競技の歴史的種牡馬である。
1939年にイギリスで生まれる。父にゴールドカップを勝ったプリシピテイション、母にモーリンを持ち、フリオーソ自身も一応純血のサラブレッドである。しかし競走馬としては平地競走を20戦、障害競走を1戦していちども勝てないという成績に終わる。
その後、馬体や温和な性格を見込まれフランスで馬術競技用種牡馬となり、1950年代前半から活躍馬をポツポツと出し始め、1960年代初頭にかけて馬術競技界で一時代を築いた。なかでもリュトゥールBは代表産駒と言え、1964年東京オリンピックで金メダルを獲得している。そのほかポモーヌB、種牡馬として重要なフリオーソII（父と同名）、ルリオーソらがいる。現在子孫は馬術競技馬として繁栄しており、1990年代の馬術競技のトップサイアー中17パーセントはフリオーソの父系子孫であるという。

## 血統表
| フリオーソの血統                    | フリオーソの血統                         | フリオーソの血統  | （血統表の出典） | （血統表の出典） |
| 父系                                | ハリーオン系                             | ハリーオン系      | ハリーオン系     |                  |
| 父 Precipitation 1933 栗毛 イギリス | 父の父Hurry On 1913 栗毛 イギリス        | Marcovil          | Marco            | Marco            |
| 父 Precipitation 1933 栗毛 イギリス | 父の父Hurry On 1913 栗毛 イギリス        | Marcovil          | Lady Villikins   |                  |
| 父 Precipitation 1933 栗毛 イギリス | 父の父Hurry On 1913 栗毛 イギリス        | Tout Suite        | Sainfoin         | Sainfoin         |
| 父 Precipitation 1933 栗毛 イギリス | 父の父Hurry On 1913 栗毛 イギリス        | Tout Suite        | Star             |                  |
| 父 Precipitation 1933 栗毛 イギリス | 父の母Double Life 1926 栗毛 アイルランド | Bachelor's Double | Tredennis        | Tredennis        |
| 父 Precipitation 1933 栗毛 イギリス | 父の母Double Life 1926 栗毛 アイルランド | Bachelor's Double | Lady Bawn        |                  |
| 父 Precipitation 1933 栗毛 イギリス | 父の母Double Life 1926 栗毛 アイルランド | Saint Joan        | Willbrook        | Willbrook        |
| 父 Precipitation 1933 栗毛 イギリス | 父の母Double Life 1926 栗毛 アイルランド | Saint Joan        | Flo Desmond      |                  |
| 母 Maureen 1931 鹿毛 イギリス       | 母の父Son-in-Law 1911 青鹿毛 イギリス    | Dark Ronald       | Bay Ronald       | Bay Ronald       |
| 母 Maureen 1931 鹿毛 イギリス       | 母の父Son-in-Law 1911 青鹿毛 イギリス    | Dark Ronald       | Darkie           |                  |
| 母 Maureen 1931 鹿毛 イギリス       | 母の父Son-in-Law 1911 青鹿毛 イギリス    | Mother in Law     | Matchmaker       | Matchmaker       |
| 母 Maureen 1931 鹿毛 イギリス       | 母の父Son-in-Law 1911 青鹿毛 イギリス    | Mother in Law     | Be Cannie        |                  |
| 母 Maureen 1931 鹿毛 イギリス       | 母の母St Prisca 1926 鹿毛 イギリス       | Friar Marcus      | Cicero           | Cicero           |
| 母 Maureen 1931 鹿毛 イギリス       | 母の母St Prisca 1926 鹿毛 イギリス       | Friar Marcus      | Prim Nun         |                  |
| 母 Maureen 1931 鹿毛 イギリス       | 母の母St Prisca 1926 鹿毛 イギリス       | Temoignage        | The Tetrarch     | The Tetrarch     |
| 母 Maureen 1931 鹿毛 イギリス       | 母の母St Prisca 1926 鹿毛 イギリス       | Temoignage        | Monaleen         |                  |